# Чемпионат Армении по футболу 2003
12-й национальный чемпионат Армении по футболу 2003 года — турнир армянской Премьер-лиги, в котором приняли участие 8 клубов. Чемпионом в третий раз подряд стал «Пюник» (Ереван).
- После окончания чемпионата-2002 «Бананц» (Ереван) и «Спартак» (Ереван) объединились в 1 клуб под названием «Бананц» (Ереван).
- «Звартноц»-ААЛ (Ереван) и ФК «Армавир» отказались от участия в чемпионате из-за финансовых проблем.
- В связи с отказом от участия в чемпионате победителя Первой лиги 2002 года ФК «Армавир» вместо него был повышен «Аракс» (Арарат), занявший 2-е место.
- «Арарат» (Ереван) был исключен из всех официальных соревнований 2003 года из-за отказа делегировать 5-х футболистов в сборные Армении на матчи в Израиль.
- «Лернаин Арцах», у которого спонсор  был тот же, что и у «Арарата», отказался от участия в чемпионате в знак протеста против исключения «Арарата».
- В Первую лигу выбыл «Аракс» (Арарат).
- В Высшую лигу из Первой поднялась «Киликия» (Ереван), занявшая первое место.

## Итоговая таблица
|                   | Место | Команда                                   | И  | В  | Н | П  | ГЗ | ГП | +/- | О  |
| ----------------- | ----- | ----------------------------------------- | -- | -- | - | -- | -- | -- | --- | -- |
| Чемпион           | 1     | «Пюник» (Ереван) Гл.тренер Михай Стойкицэ | 28 | 23 | 5 | 0  | 87 | 11 | +76 | 74 |
| Серебряный призёр | 2     | «Бананц» (Ереван)                         | 28 | 21 | 3 | 4  | 89 | 15 | +74 | 66 |
| Бронзовый призёр  | 3     | «Ширак» (Гюмри)                           | 28 | 17 | 2 | 9  | 63 | 34 | +29 | 53 |
|                   | 4     | «Мика» (Аштарак)                          | 28 | 15 | 6 | 7  | 49 | 29 | +20 | 51 |
|                   | 5     | «Котайк» (Абовян)                         | 28 | 8  | 7 | 13 | 29 | 56 | -27 | 31 |
|                   | 6     | «Динамо-2000» (Ереван)                    | 28 | 5  | 4 | 19 | 18 | 69 | -51 | 19 |
|                   | 7     | «Лернагорц» (Капан)                       | 28 | 3  | 6 | 19 | 20 | 72 | -52 | 15 |
|                   | 8     | «Аракс» (Арарат)                          | 28 | 2  | 3 | 23 | 17 | 86 | -69 | 9  |

И = Сыграно матчей; В = выигрыши; Н = ничьи; П = проигрыши; З = кол-во забитых голов; П = кол-во пропущено голов; О = Очки
|  | Чемпион             |
|  | Вылет в Первую лигу |

| Чемпион армянской Премьер-лиги-2003 |
| ----------------------------------- |
| «Пюник» (Ереван) 3-й титул          |

## Лучшие бомбардиры
| Место | Игрок           | Клуб     | Мячи |
| ----- | --------------- | -------- | ---- |
| 1     | Ара Акопян      | «Бананц» | 45   |
| 2     | Арам Акопян     | «Бананц» | 21   |
| 3     | Тигран Давтян   | «Ширак»  | 15   |
| 4     | Галуст Петросян | «Пюник»  | 12   |
| 4     | Левон Пачаджян  | «Пюник»  | 12   |
| 4     | Эдгар Манучарян | «Пюник»  | 12   |
| 7     | Карен Алексанян | «Ширак»  | 11   |